# World Team Challenge 2005
Il World Team Challenge 2005 si è svolto il 30 dicembre alla Veltins-Arena di Gelsenkirchen.
La competizione si articola in due fasi: una prima gara in mass start e una seconda gara di inseguimento, con distacchi dimezzati. 

## Risultati
| Pos | Atleti                                | Nazione   | Tempo    |
| --- | ------------------------------------- | --------- | -------- |
| 1   | Ole Einar Bjørndalen e Linda Tjørhom  | Norvegia  | 58:21,7  |
| 2   | Sergei Roschkow e Olga Saizewa        | Russia    | +0:26,8  |
| 3   | Vincent Defrasne e Sandrine Bailly    | Francia   | +1:13,8  |
| 4   | Michael Greis e Kati Wilhelm          | Germania  | +1:48,0  |
| 5   | Andreas Birnbacher e Simone Denkinger | Germania  | +2:21,6  |
| 6   | Michael Rösch e Katja Beer            | Germania  | +2:38,7  |
| 7   | Andrij Derysemlja e Olena Petrowa     | Ucraina   | +2:45,9  |
| 8   | Stian Eckhoff e Anne Ingstadbjørg     | Norvegia  | +2:58,8  |
| 9   | Zhang Chengye e Liu Xianying          | Cina      | +3:20,4  |
| 10  | Roman Dostál e Kateřina Holubcová     | Rep. Ceca | +3:32,7  |
| 11  | Daniel Graf e Katrin Apel             | Germania  | +4:24,5  |
| 12  | Christoph Knie e Ute Niziak           | Germania  | Doppiato |